# 阿莱里奥
阿莱里奥（法語：Allériot，法語發音：[aleʁjo]）是法国索恩-卢瓦尔省的一个市镇，属于索恩河畔沙隆区。

## 地理
阿莱里奥（46°48'52"N, 4°56'39"E）面积13.46 平方千米，位于法国勃艮第-弗朗什-孔泰大區索恩-卢瓦尔省，该省份为法国中部省份，北起顺时针与科多尔省、汝拉省、安省、罗讷省、卢瓦尔省、阿列省和涅夫勒省接壤。
与阿莱里奥接壤的市镇（或旧市镇、城区）包括：萨斯奈、贝村、布雷斯地区沙特努瓦、蒙夸、布雷斯地区圣克里斯托夫。

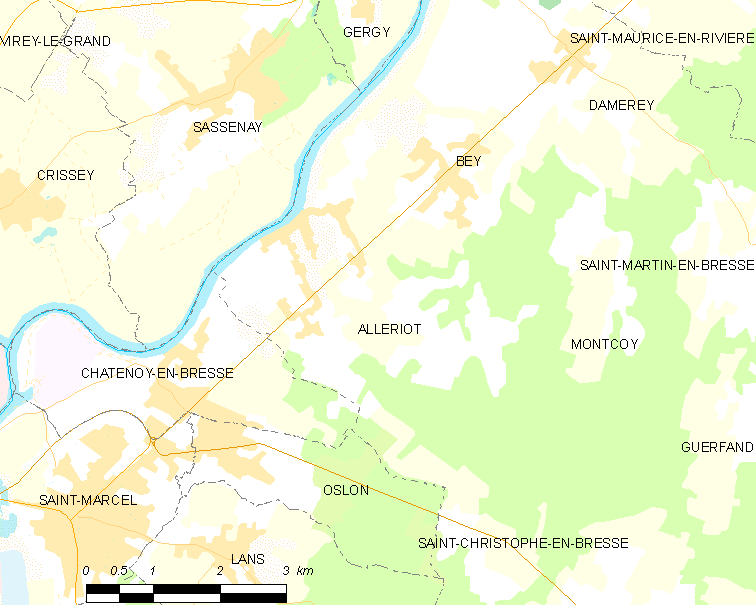
阿莱里奥的OSM定位图

阿莱里奥的时区为UTC+01:00、UTC+02:00（夏令时）。

## 行政
阿莱里奥的邮政编码为71380，INSEE市镇编码为71004。

## 政治
阿莱里奥所属的省级选区为索恩河畔乌鲁县。

## 人口

1962-2008年间阿莱里奥人口变化图示

阿莱里奥于2022年1月1日时的人口数量为1162人。